# غدد شبه‌پروستاتی زنانه
غدد شبه پروستاتی زنانه (به انگلیسی: Skene's gland) دو غده برون ریز در آناتومی بدن زنان هستند. این غدد با نام‌های غدد دهلیزی (Lesser vestibular glands) و غدد پارا اورترال (Paraurethral glands) نیز شناخته می‌شوند.
محل غدد شبه پروستاتی زنانه به‌طور کلی در ناحیهٔ فرج است. این غدد واقع در دیوارهٔ جلویی مهبل و در زیر نقطهٔ خروجی مجرای ادرار واقع هستند. عملکرد دقیق این غدد مشخص نیست اما دست کم یکی از وظایف آن‌ها ترشح مایعی لغزنده و ایجاد رطوبت در ناحیهٔ فرج به ویژه در هنگام تحریک جنسی و ارگاسم می‌باشد.

## ساختار و عملکرد

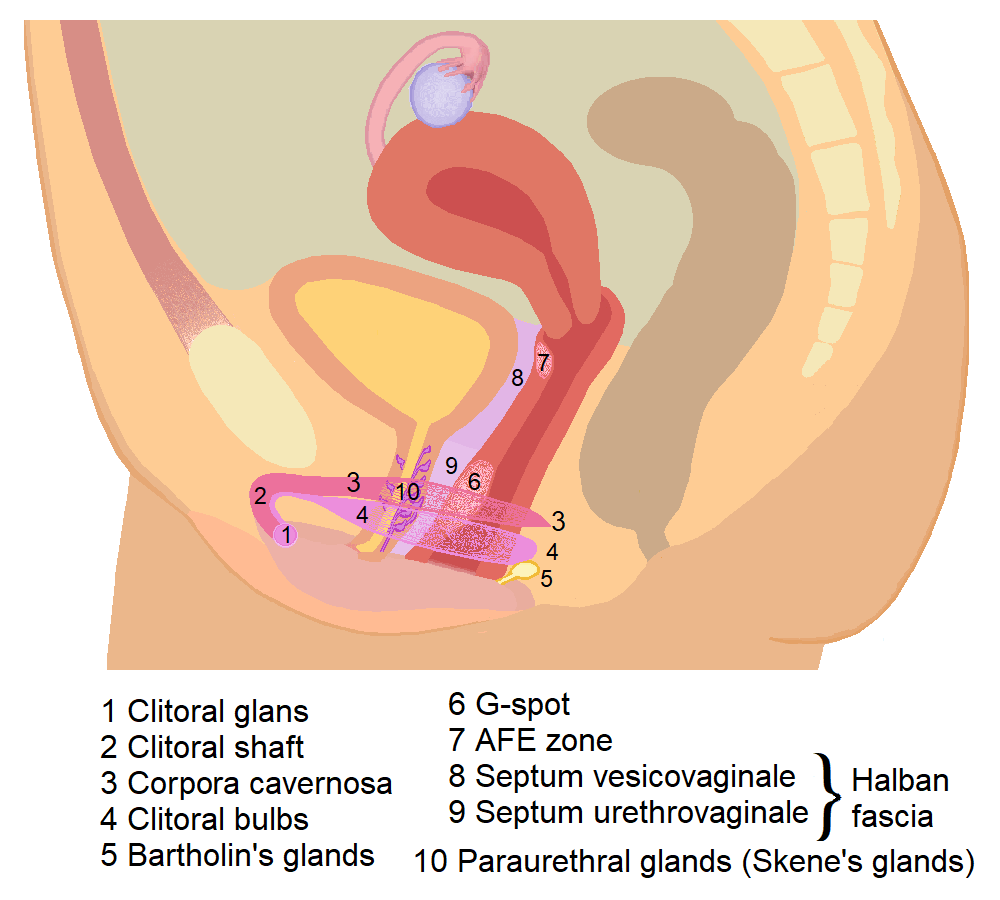
غدد شبه پروستاتی زنانه

دلیل و منشأ انزال زنان تا کنون به‌طور دقیق مشخص نشده‌است. غدد شبه پروستاتی ماده ای فراپالایش شده از پلاسمای خون را تولید و ترشح می‌کنند و به نظر می‌رسد که همین غدد مسئول فرایند انزال در زنان هستند. در سال ۲۰۰۲، امانیول جانینی (Emanuele Jannini) از دانشگاه لاکویلا در ایتالیا نشان داد که ممکن است توضیحی هم برای این پدیده و برای انکار مکرر از وجود آن وجود دارد. غدد شبه پروستاتی زنانه آناتومی بسیار متغیری دارد. زیرا این غدد به علت انزال زن یا تحریک جنسی در داخل مهبل (واژن) متورم و با خون احاطه می‌شود؛ بنابراین می‌تواند مجرای ادرار را ببندد و مانع از تخلیه ادرارشود.
غدد شبه پروستاتی زنانه همولوگ یا همانند غده پروستات در مردان می‌باشند. غده پروستات در مردان و غدد شبه پروستاتی در زنان در ترشح آنتی‌ژن اختصاصی پروستات که پروتئینی مرتبط با انزال در مردان است مشابه هم عمل می‌کنند. همچنین هر دو غده در مردان و زنان ترکیبی به نام اسید فسفاتاز اختصاصی پروستات را تولید می‌کنند. مایع ترشح شده توسط غدد شبه پروستاتی همچنین دارای غلظت‌های بالایی از گلوکز و فروکتوز است. به دلیل این اشتراک‌ها و همچنین شباهت پروستات و غدد شبه پروستاتی در منشأ تکوینی و جنینی در مردان و زنان، برخی از دانشمندان، این غدد را پروستات زنان (Female prostate) نامیده‌اند.

## آسیب‌شناسی
اختلالات یا بیماری‌های مربوط به غدد شبه پروستاتی زنانه عبارتند از:
1. عفونت غدد شبه پروستاتی زنانه (skenitis)
2. کیست مجرای غدد شبه پروستاتی زنانه (Skene's duct cyst)

## تاریخچه
هر چند که این غدد اولین بار توسط جراح فرانسوی آلفونس گرن (Alphonse Guérin)، (۱۸۱۶–۱۸۹۵) توصیف شده‌اند اما نامگذاری این غدد پس از مقالهٔ پزشک زنان اهل اسکاتلند الکساندر اسکین (Alexander Skene) در سال ۱۸۸۰ انجام شد و این غدد به افتخار او «غدد اسکین» (Skene glands) نام گرفتندِ.